# 末次利光
末次利光（1942年3月2日—），日本棒球選手，出生於熊本縣人吉市，曾經效力於日本職棒讀賣巨人等隊伍，於1977年退休，生涯通算107支全壘打。